# Ruth Bernhard
Pour les articles homonymes, voir Bernhard.
Ruth Bernhard, née le 14 octobre 1905 à Berlin (Allemagne) et morte le 18 décembre 2006 à San Francisco (États-Unis), est une photographe américaine d'origine allemande.

## Petite enfance et éducation
Bernhard naît à Berlin et étudie à l'Académie des Beaux Arts de Berlin de 1925 à 1927. À l'âge de 2 ans, ses parents divorcent et elle ne rencontrera sa mère que deux fois par la suite. Elle a été élevée par deux sœurs institutrices et leur mère. Son père, Lucian Bernhard, est connu pour ses affiches et sa conception de caractères, dont beaucoup portent son nom et sont toujours utilisés. Lucian est un partisan majeur du travail de Ruth et a souvent prodigué ses conseils.
Bernhard étudie l'histoire de l'art et la typographie à l'Académie des beaux-arts de Berlin avant de déménager à New York pour rejoindre son père. Elle commence à enseigner à l'université de Californie en 1958, tout en donnant des conférences, des cours et des ateliers partout aux États-Unis.

## Carrière de photographe
En 1927, Bernhard déménage à New York, où son père vit déjà. Elle travaille comme assistante de Ralph Steiner dans le magazine Delineator, mais il met fin à son emploi. En utilisant l'indemnité de départ, Bernhard achète son propre matériel photographique. À la fin des années 1920, alors qu'elle vit à Manhattan, Bernhard est fortement impliquée dans la sous-culture lesbienne de la communauté artistique, devenant amie avec la photographe Berenice Abbott et sa compagne, la critique Elizabeth McCausland. Sa première prise de conscience qu'elle est attirée par d'autres femmes se produit le soir du Nouvel An 1928 lorsqu'elle rencontre la peintre Patti Light. Elle écrit sur ses « escapades bisexuelles» dans ses mémoires. En 1934, Bernhard commence à photographier des femmes nues. Ce serait cette forme d'art pour laquelle elle finit par devenir la plus connue. En 1935, elle rencontre par hasard Edward Weston sur la plage de Santa Monica.
Bernhard est tellement inspirée par le travail de Weston que, après l'avoir rencontré en 1935, elle déménage en Californie (où il vit). En 1939, Bernhard retourne à New York pour huit ans, période durant laquelle elle rencontre le photographe Alfred Stieglitz.
Bernhard est inspirée par les petites choses de sa vie. Dans une interview de 1999 pour le Photographers Forum, elle déclare « Je m'intéresse le plus aux petites choses que personne n'observe, que personne ne pense avoir de valeur ». Dans la même interview, elle déclare que « tout est universel » et qu'elle en est « très consciente ». Cette idée du minimalisme motive sa passion pour la photographie.

## La vie sur la côte ouest
En 1944, elle rencontre l'artiste et designer Eveline (Evelyn) Phimister. Les deux emménagent ensemble et restent ensemble pendant dix ans à Carmel, en Californie où Bernhard travaille avec le groupe f/64. Bientôt, trouvant Carmel un endroit difficile pour gagner sa vie, elles déménagent à Hollywood où elle se façonne une carrière de photographe commerciale. En 1953, elles déménagent à San Francisco où elle devient une collègue de photographes tels que Ansel Adams, Imogen Cunningham, Minor White et Wynn Bullock.
La plupart du travail de Bernhard est basé sur le studio, allant de simples natures mortes à des nus complexes. Dans les années 1940, elle travaille avec le conchologue Jean Schwengel. Elle travaille presque exclusivement en noir et blanc, bien qu'il y ait des rumeurs selon lesquelles elle aurait également fait un travail de couleur. Elle est également connue pour ses œuvres sur le thème des lesbiennes, notamment Two Forms (1962). Dans ce travail, une femme noire et une femme blanche qui sont des compagnes de la vie réelle sont présentées avec leurs corps nus pressés l'un contre l'autre.
Elle collabore avec Melvin Van Peebles (sous le nom de "Melvin Van"), alors un jeune préposé (conducteur) de téléphérique à San Francisco. Van Peebles écrit le texte et Bernhard prend les photographies non déposées de The Big Heart, un livre sur la vie dans les téléphériques.
Au début des années 1980, Bernhard commence à travailler avec Carol Williams, propriétaire de Photography West Gallery à Carmel, en Californie. Bernhard déclare à Williams qu'elle savait qu'il y aurait un livre de ses photographies après sa mort, mais espérait qu'un pourrait être publié de son vivant. Williams approche la New York Graphics Society et plusieurs autres éditeurs de livres photographiques, mais est informé que "seul Ansel Adams peut vendre des livres de photographie en noir et blanc". Bernhard et Williams décident de vendre cinq estampes en édition limitée afin de réunir les fonds nécessaires pour publier un livre de nus de Ruth Bernhard de qualité supérieure. L'édition suivante est produite par David Gray Gardner de Gardner Lithograph, (également l'imprimeur des livres d'Adams) et s'appelle The Eternal Body. Il remporte le livre de photographie de l'année en 1986 des Amis de la photographie. Ce livre est souvent reconnu par Ruth Bernhard comme une aide incommensurable à sa future carrière et à sa reconnaissance publique. The Eternal Body est réimprimé par Chronicle Books et plus tard comme une édition limitée de luxe du centenaire pour célébrer le 100e anniversaire de Ruth Bernhard en octobre 2005.
Dans les années 80, Bernhard comment également à travailler avec Joe Folberg. Folberg a acheté Vision Gallery à Douglas Elliott (qui l'a fondée en 1979) à San Francisco en 1982. Bernhard et Folberg travaillent ensemble jusqu'à la mort de Folberg. La galerie se sépare de Debra Heimerdinger qui reprend les opérations en Amérique du Nord et le fils de Folberg, Neil, installe la "Vision Gallery" à Jérusalem.
Bernhard est intronisée au National Women's Caucus for Art en 1981. Bernhard est saluée par Ansel Adams comme "le plus grand photographe du nu"

## Prix
- 1976 Dorothea Lange Award décerné par le Oakland Museum[8]
- 1987 Prix de la carrière distinguée en photographie. Société d'éducation photographique. Conférence régionale du Midwest, Chicago, Illinois, 8 novembre 1987
- 1990 Citation présidentielle pour service exceptionnel à l'Université d'État de l'Utah. Logan, Utah, 25 octobre 1990
- 1994 Prix Cyril Magnin pour service distingué en photographie. Présenté par la Chambre de commerce de San Francisco
- 1996 Lifetime Achievement Award. Caucus des femmes pour l'art. Chapitre régional de Californie, présenté au Mills College, Oakland, 30 mars 1996
- 1997 Docteur honorifique en lettres humaines. The Academy of Art, San Francisco, 1er juin 1997
- Prix Lucie 2003 pour leurs réalisations en beaux-arts[16]

## Expositions personnelles
- 1936 : Jake Zeitlin Gallery, Los Angeles[17]
- 1936 : Pacific Institute of Music and Art, Los Angeles, Eye Behind the Camera[18]
- 1938 : P.M. Gallery, New York
- 1956 : Institute for Cultural Relations, Mexico
- 1986 : Musée d'art moderne de San Francisco The Eternal Body
- 2014 : Galerie Peter Fetterman The Eternal Nude[19]

## Dans les collections publiques
L'œuvre de Bernhard est conservée dans les collections permanentes suivantes :  
- Musée d'art d'Indianapolis, Indiana[20]
- J. Paul Getty Museum, Los Angeles, Californie[21]
- Musée de la photographie contemporaine au Columbia College de Chicago, Illinois[22]
- Musée des arts photographiques (MOPA), San Diego, Californie
- Musée d'art de Portland, Oregon[23]
- Musée d'art de San Jose, Californie
- Institut d'art de Minneapolis[24]

## Sources
- Radio publique Ruth Bernhard du Minnesota (audio)
- Échantillons des œuvres de Bernhard 
  - Nus féminins à Charles A. Hartman Fine Art
  - Nus féminins chezchez Charles A. Hartman Fine Art
  - Nus féminins chez Debra Heimerdinger / Photographies d'art
- Lavande, Lisa Ann. "Ruth Bernhard. " Dans The Oxford Companion to the Photograph, éd. Robin Lenman. Oxford: Oxford University Press, 2005.  (ISBN 0-19-866271-8)
- Rosenblum, Naomi. A History of Women Photographers. New York: Abbeville, 1994.  (ISBN 1-55859-761-1)
- Bernhard, Ruth et Margaretta K. Mitchell. Ruth Bernhard: entre art et vie. San Francisco: Chronicle, 2000.  (ISBN 0-8118-2191-9)
- Corinne, Tee A. « Ruth Bernhard ». Dans une encyclopédie de la culture gay, lesbienne, bisexuelle, transgenre et queer. 2002.
- " Ruth Bernhard " à Women in Photography : un article non signé, avec des photographies de Bernhard
- Ruth Bernhard, Joe Folberg de rencontrer Bernhard
- The Quote Garden fournit une citation de Bernhard (mais ne dit pas d'où elle vient)
- Les documents principaux concernant sa vie et sa carrière sont conservés dans les livres rares et les collections spéciales de l'université de Princeton. Un inventaire de leur exploitation se trouve dans cet instrument de recherche.